# Senjska katedrala
Senjska katedrala Uznesenja Blažene Djevice Marije smatra se jednim od najznačajnijim kulturnim spomenikom u Senju i Gospićko-senjskoj biskupiji, gdje ima ulogu konkatedrale.

## Povijest
Povijest katedrale veže se uz povijest bivše Senjske biskupije. Naime, godine 1169. dovršena je gradnja ove katedrale, a u povijesnim spisima se tada i prvi puta spominje zasebna biskupija na području Senja. Također se tada javlja i ime prvog senjskog biskupa Mireja, koji je bio prvi u nizu biskupa koji su imali središte u Senju sve do 1969. kada se biskupija dolazi pod upravu Riječke nadbiskupije. Za katedralu tadašnje senjske biskupije, uzeta je mjesna crkva koja je posvećena Uznesenju Blažene Djevice Marije, no zbog potrebe biskupije proširena je. Smatra se da je crkva sagrađena na temeljima ranokršćanske bazilike iz 4. ili 5. stoljeća.
Smatra se da je crkva sagrađena oko 1000., zbog toga što je prilikom restauriranja zvonika, na njemu pronađena upisana ta godina pa se pretpostavilo da su i zvonik i sama crkva sagrađeni na prijelazu stoljeća. Tijekom borba između stanovnika Senja i Mongola 1239.[nedostaje izvor] katedrala je teško stradala, a najviše pročelja. Obnova je ubrzo počela iz temelja, a za vrijeme biskupa Filipa 1248. godine papa Inocent IV. daje dozvolu za služenje mise na staroslavenskom jeziku i na glagoljici. Obnova je trajala do 1250. kada je katedrala zaprimila romanički izgled s jednom lađom. Iz tog vremena može se spomenuti kako je pročelje bilo ukrašeno, pod utjeajem sjevernojadranskog graditeljstva, razni lukovi i niše od opeke.
Tijekom 15. stoljeća, za vrijeme biskupa Andrije iz Modene, katedrala je dobila sakristiju što je napisano iznad vrata same sakristije, a tijekom 18. stoljeća katedrala se proširila s dvije bočne lađe. Najprije je biskup Bedeković (1704. – 1709.) proširio svetište, a biskup Ratkaj proširio lađe i dodao zidove koji više nisu nosili svod katedrale. Obnova katedrale u tom razdoblju, završila je 1717. kada je i blagoslovljena. No biskup Benzoni nije bio zadovoljan te je srušio lađe i stavio novu s oltarima u njima, koji su posvećeni Svetoj Ani, Svetom Franji Ksaverskom, Srca Isusova te Svetog Križa. Za vrijeme biskupa Ježića, katedrala je konačno dobila svoj trobrodni izgled, a veliki dobrinos obnove dao je biskup Mirko Ožegović koji katedrali daje neobarokni izgled unutrašnjosti. Za vrijeme Drugog svjetskog rata, katedrala je teško oštećena da bi s tijekom cijelog 20. stoljeća pa do danas obnavljala.

## Spomenici unutar katedrale
Unutrašnjost katedrale puna je raznih spomenika velikog umjetno-povijesnog značenja:
- Grob biskupa Ivana Cardinalibusa ispred ulaza u sakristiji u gotičkom stilu (iz 1392.)
- Reljef Svetog Trojstva koji sadrži grb obitelji Perovića iz 1492. u obliku šahovnice
- Grobnice senjskih biskupa
- Oltar Svetih Anđela s tijelom Sv. Formoza
- Razne kapele i crkvice oko same katedrale